# Melanitta
Melanitta és un gènere d'ocells aquàtics de la tribu Mergini, dins la subfamília dels anatins (Anatinae), i la família dels anàtids (Anatidae). Són ocells relacionats amb les costes marines que crien a altes latituds a l'ecozona holàrtica, migrant en hivern a zones més atemperades. L'ànec negre i l'ànec fosc poden ser albirats als Països Catalans però en petit nombre.

## Llista d'espècies
Aquest gènere està format per 6 espècies:
- - Ànec negre comú (Melanitta nigra).
  - Ànec negre americà (Melanitta americana).
  - Ànec negre frontblanc (Melanitta perspicillata).
  - Ànec fosc eurasiàtic (Melanitta fusca).
  - Ànec fosc siberià (Melanitta stejnegeri).
  - Ànec fosc americà (Melanitta deglandi).